# Lebucquière
Lebucquière település Franciaországban, Pas-de-Calais megyében. Lakosainak száma 232 fő (2022. január 1.). Lebucquière Beaumetz-lès-Cambrai, Beugny, Haplincourt és Vélu községekkel határos.

## Népesség
A település népességének változása:
| Lakosok száma | 250  | 241  | 240  | 234  | 234  | 233  | 233  | 233  | 232  |
|               | 2013 | 2015 | 2016 | 2017 | 2018 | 2019 | 2020 | 2021 | 2022 |